# Lamanère (Fluss)
Die Lamanère ist ein kleiner Fluss in Frankreich, der im Département Pyrénées-Orientales in der Region Okzitanien verläuft. Sie entspringt unter dem Namen Ribera dels Pontarrons, in den Pyrenäen, nahe der Grenze zu Spanien, beim Col de Falguères, im Gebiet der gleichnamigen Gemeinde Lamanère. Der Fluss entwässert durch das Naturschutzgebiet Vallespir zunächst Richtung Nordnordwest bis Nord, dreht dann auf Nordost und mündet nach rund 16 Kilometern am Berührungspunkt der Gemeinden Serralongue, Le Tech und Saint-Laurent-de-Cerdans als rechter Nebenfluss in den Tech.

## Orte am Fluss
(Reihenfolge in Fließrichtung)
- Lamanère
- La Xalada, Gemeinde Lamanère
- Casa Guillermó, Gemeinde Serralongue
- Serralongue
- Galdares, Gemeinde Serralongue